# Андрей Комац
Андрей Комац (словен. Andrej Komac; нар. 4 грудня 1979, Шемпетер-Вртойба) — словенський футболіст, що грав на позиції півзахисника. Виступав за національну збірну Словенії, у складі якої був учасником чемпіонату світу 2010 року.

## Клубна кар'єра
У дорослому футболі дебютував 1997 року виступами за команду клубу «Гориця». Однак за весь сезон він провів лише сім ігор і через рік перейшов в «Примор'є». За новий Андрей виступав з 1998 по 2004 рік, з перервою на сезон 2001/02, коли гравець грав за «Олімпію» з Любляни. Всього у складі «Примор'є» Комац провів 118 матчів і забив 6 м'ячів.
У 2004 році гравець знову повернувся в «Горицю», за яку виступав до 2006 року. У складі «Гориці» Андрій двічі ставав чемпіоном Словенії (в 2005 і 2006 роках).
Взимку 2006 року Комац перейшов у португальський «Марітіму», однак зігравши за клуб лише 7 матчів влітку того ж року підписав контракт з шведським «Юргорденом». Відіграв за команду з Стокгольма наступні три сезони своєї ігрової кар'єри. Більшість часу, проведеного у складі «Юргордена», був основним гравцем команди.
Влітку 2009 року Андрей перейшов в «Маккабі» (Тель-Авів), де провів один сезон, після чого виступав за польський «Рух» (Хожув), в якому зіграв 22 матчів в Екстракласі. Через рік його контракт був розірваний за взаємною згодою сторін.
У березні 2012 року повернувся в «Горицю», де грав до кінця сезону.
Завершив професійну ігрову кар'єру у клубі «Тревізо», за який провів кілька матчів у третьому за рівнем дивізіоні Італії сезону 2012/13 років.

## Виступи за збірну
З 2000 по 2001 рік виступав за молодіжну збірну Словенії і зіграв за неї 7 матчів.
18 серпня 2004 року дебютував в офіційних іграх у складі національної збірної Словенії в товариському матчі проти збірної Сербії і Чорногорії.
У складі збірної був учасником чемпіонату світу 2010 року у ПАР, де зіграв у двох матчах, які стали останніми в його міжнародній кар'єрі. Протягом кар'єри у національній команді, яка тривала 7 років, провів у формі головної команди країни 43 матчі.

## Титули і досягнення
- Чемпіон Словенії (2):

«Гориця»: 2004–05, 2005–06